# Mojácar
Mojácar est une municipalité espagnole de la province d'Almeria dans la communauté autonome d'Andalousie. Située à 90 km de la capitale dans la partie est de la province d'Almeria. En 2014, selon INE la population était de 6 838 habitants pour une superficie de 72 km2, ce qui donne une densité de 94,97 hab./km2.
Depuis janvier 2013, Mojácar fait partie du réseau « Les Plus Beaux Villages d'Espagne ».

## Géographie

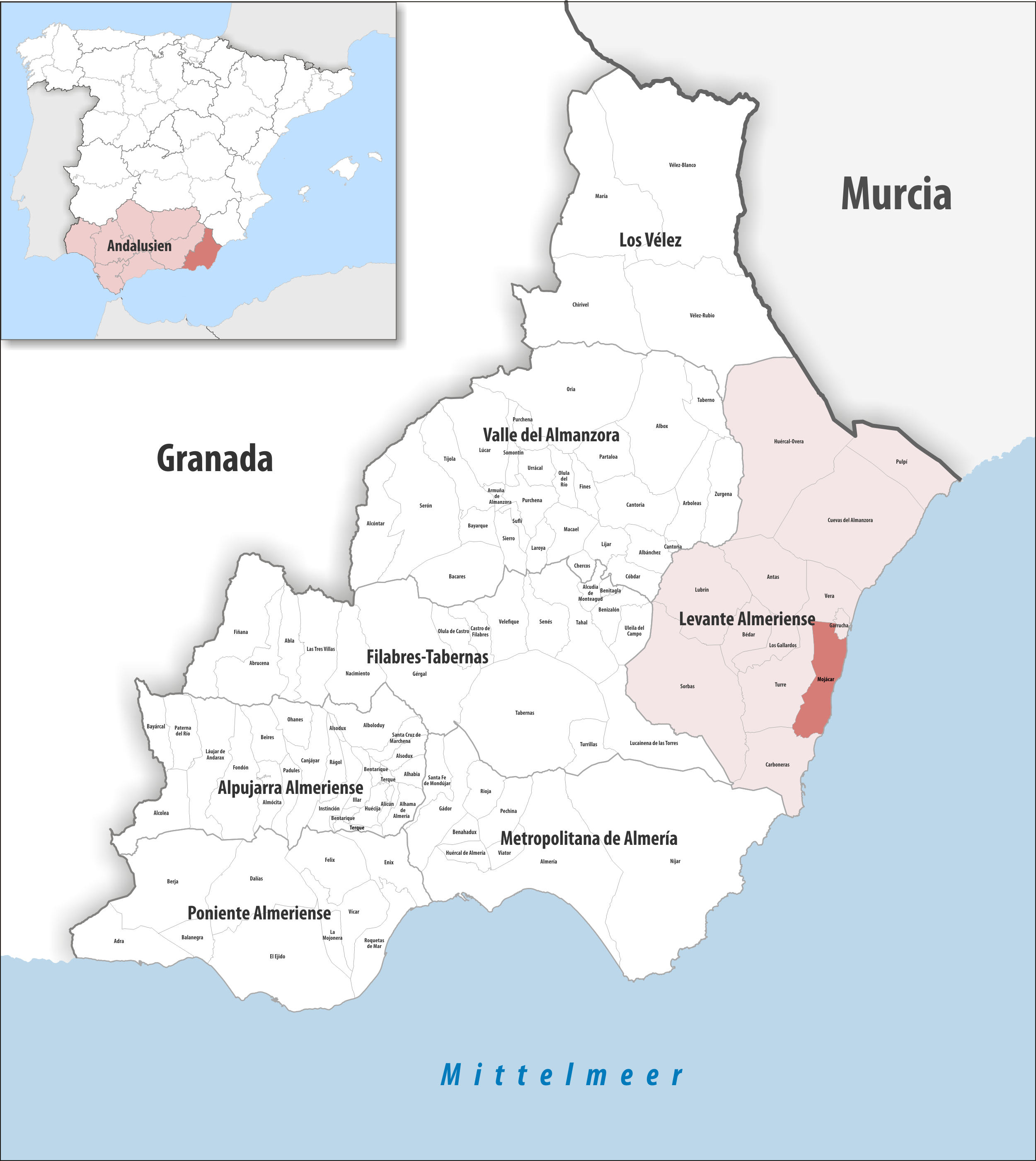
Mojácar dans la comarque Levante almeriense, province d'Almería / en Andalousie

### Localisation
La commune de Mojácar s'étire en longueur au bord de la côte méditerranéenne, dans l'est de la province d'Almería et de la comarque Levante almeriense.
Almería est à 90 km sud-ouest ;
Madrid à 550 km nord-ouest ;
Gibraltar à 429 km sud-ouest (distances par route).

### Généralités
La municipalité de Mojácar a une superficie totale est de 72 km2. 
Le village est divisé en deux parties distinctes : le vieux village, appelé Mojacar Pueblo, situé sur le flanc de la montagne ; et la partie sud qui est également la partie touristique située le long de la mer, appelée Mojácar Playa.

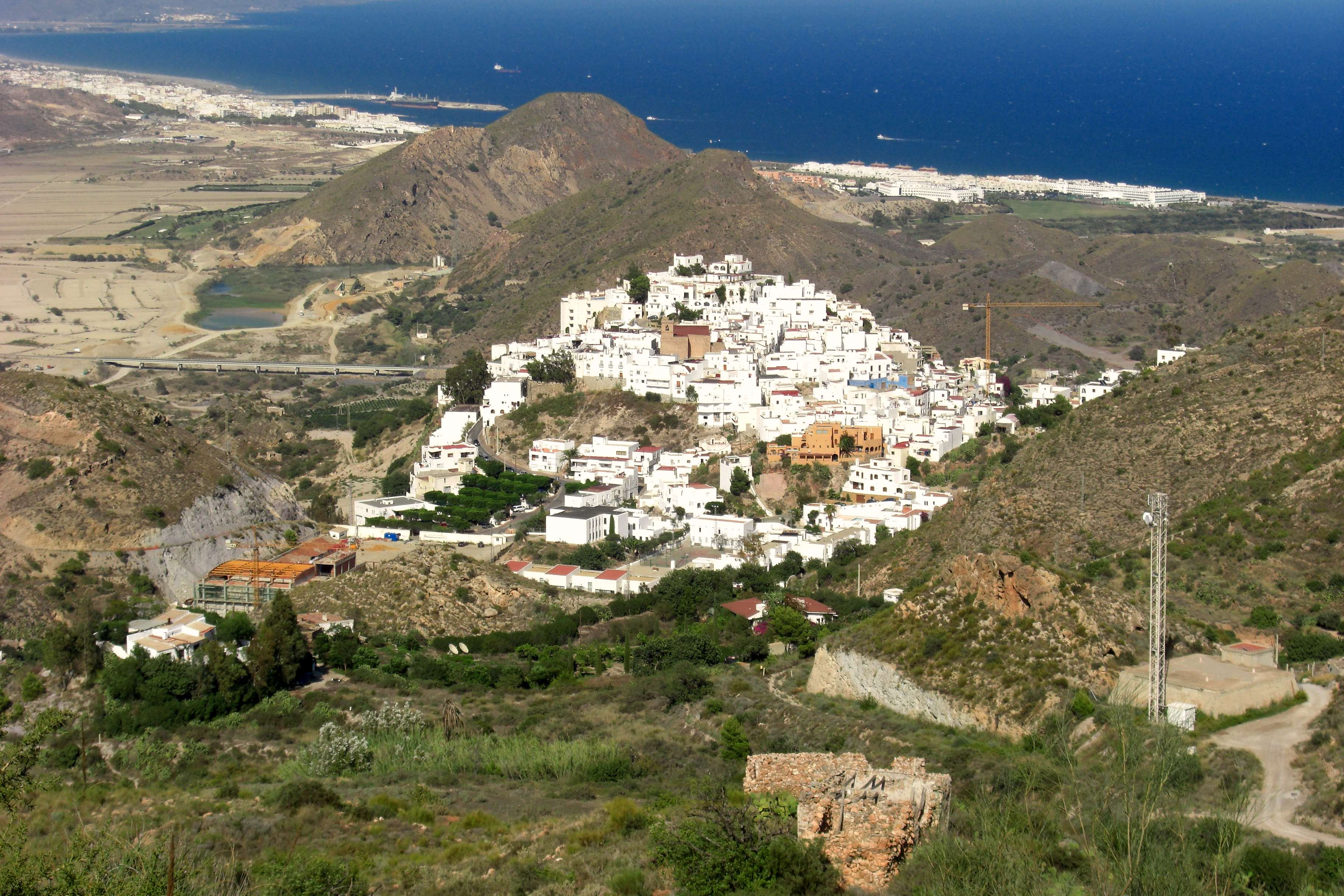
Mojacar pueblo caché de la mer, vue vers le N-O en 2007. Arrière-plan à gauche : le port de Garrucha ; à droite, Marina de la Torre
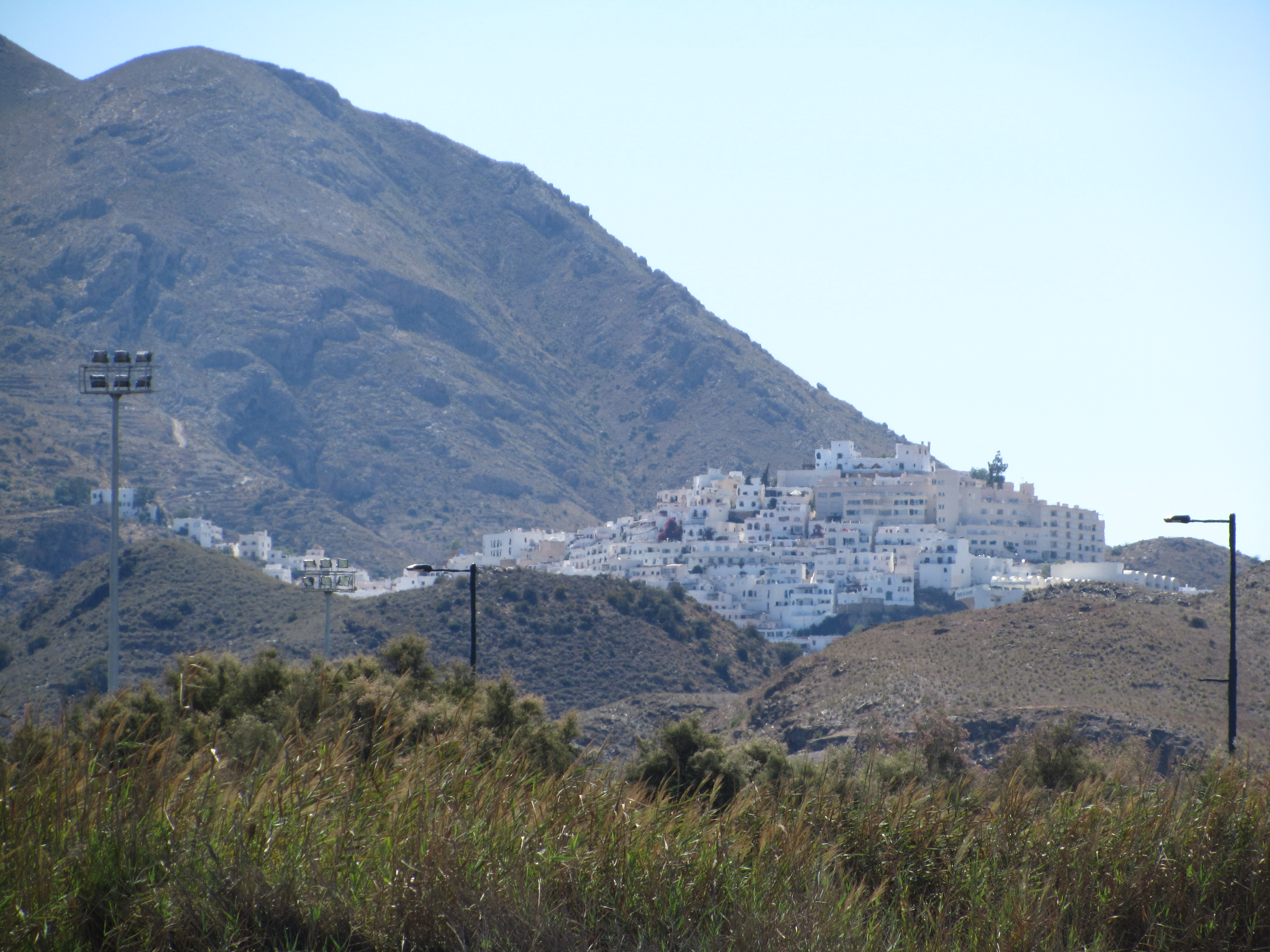
Mojacar Pueblo en 2011, vu depuis le S-O

## Histoire

### Préhistoire
Les premiers vestiges de présence humaine dans cette zone datent du paléolithique moyen, quand l'homme de Neandertal habitait dans les environs de Cuevas de Almanzora.[réf. nécessaire]
La partie nord du territoire de Mojacar fait partie du petit bassin de Vera et est riche en vestiges préhistoriques.
Des vestiges du Néolithique final ont été trouvés à Las Cuartillas,. Fernandez-Miranda et al. (1993) les mettent en rapport avec le Néolithique récent caractéristique de l'Andalousie orientale où perdure la tradition des céramiques décorées de la culture des grottes (es), comme en témoignent des sites comme Montefrío, la grotte de la Carigüela (Grenade), la grotte du Coquino (cueva del Coquino) (Loja, Grenade) ou la grotte du Canjorro (cueva del Canjorro). La Cabezo de La Raja Ortega a livré deux hachettes de pierre polie, un microlithe de silex blanchâtre, un fragment de poids d'argile avec une perforation verticale et plusieurs trous réalisés à l'extérieur qui ne parviennent pas à percer la pièce.
Le site de Las Pilas / Huerta Seca, découvert en 1989, est un atelier du début de l'ère la métallurgie au 3e millénaire avant notre ère. Il a fourni un rare exemple complet de chaîne du travail du fer, y compris minerais bruts, scories et outils divers. Il se trouve sur un plteau à 30 m d'altitude, près de l'embouchure du petit fleuve côtier Aguas, et couvre une surface d'environ 5 ha. Il a été fouillé en 1990, 1991 et 1994. Dix phases d'occupation ont été reconnues, la plus récente correspondant au campaniforme (qui couvre le Chalcolithique et une partie du Bronze ancien européen).
Noter que nous sommes à seulement 80 km au nord-est de Los Millares, fameux village du Néolithique final.
Beaucoup d'auteurs se rejoignent lorsqu'ils parlent de « Mojácar La Vieja » assise en plein berceau de la culture argare, (2000 ans av. J.-C.), la première de Péninsule Ibérique à être formée comme société organisée.[réf. nécessaire]
Avec la décadence de la culture argare commence l'âge du fer (XVe siècle av. J.-C.) ; les Celtes arrivent, venus du centre et du nord de l'Europe. Viennent aussi les colonisateurs méditerranéens phéniciens et grecs qui exploitent la richesse minière de la montagne Almagrera. Les Phéniciens s'installent dans cette région, attirés par les villages au développement florissant.[réf. nécessaire]
Les Romains commencent à conquérir ces terres à la fin du IIIe siècle av. J.-C. A Mojácar on a trouvé des restes de stations romaines comme une tuilerie au pied de Mojácar La Vieja, un village agricole et un réservoir d'eau « Quebrado ».[réf. nécessaire]
Au Ve siècle apr. J.-C., c'est l'invasion des Barbares. Les Visigoths s'approprient les terres et y restent jusqu'au début du VIIIe siècle, avec l'irruption des armées arabes et le début de la longue étape musulmane.

### Étape musulmane
On croit que c'est à la fin du XIIIe siècle que le lieu commence à être abandonné et que se forme le noyau urbain de Mojácar actuel. Il est possible qu'il fut détruit par un tremblement de terre ou bien parce que les habitants harcelés par les chrétiens cherchèrent une enclave plus protégée. À partir de là, l'histoire de Mojácar devient difficile pour ses habitants, à cause des relations ardues entre l'Islam et la Chrétienté.[réf. nécessaire]

### Mojácar chrétien
Le 10 juin 1488, les gouverneurs de toute la zone vinrent se rendre aux Rois catholiques, cependant celui de Mojácar s'y refusa, ce qui alerta les rois, vu que Mojácar par sa situation stratégique et son nombre considérable d'habitants, constituait l'un des points significatifs de la région. Les rois, par prudence envoyèrent à Mojácar une ambassade dirigée par le Capitaine Garcilaso pour sonder l'opinion et avec l'invitation à se rendre. Selon la légende, c'est à la Fontaine qu'Alabez expliqua ses raisons : « Je suis aussi espagnol que vous. Ceux de ma race et moi, avons vécu plus de 700 ans en Espagne et vous nous dites de partir. Il me semble donc juste que vous nous traitiez en frères, non en ennemis, et que vous nous permettiez de continuer à labourer notre terre. Et il ajouta : moi, avant de me rendre comme un lâche, je saurai mourir comme un espagnol. »

Garcilaso rentra à Vera et conta l'entrevue aux rois qui donnèrent leur confiance à Alabez. Restant fidèle à sa parole, Mojácar vécut plus une ville d'Espagne chrétienne.
Le tremblement de terre de 1518
Dans la nuit du 9 novembre 1518, un tremblement de terre se produit sur Vera et Mojácar ; c'est l'un des événements les plus importants de tout le XVIe siècle pour cette partie de la côte : dans l'histoire des deux villages il y a un avant" et "après", et c'est de cette date qu'il s'agit. Ce tremblement de terre atteint ou dépasse le grade VIII de l'échelle M.S.K., associé à un nombre élevé de victimes (morts, blessés, disparus) et à une ampleur considérable des dégâts matériels. Les villages peinent à s'en relever, d'autant plus qu'ils sont harassés par les pirates venant d'Afrique du Nord qui ravagent périodiquement la côte. Dans ces conditions très défavorables, la densité de peuplement reste très faible - ce qui accroît encore la difficulté de la population à se relever des aléas variés. Sans forteresse, pas de défense contre les pirates et sans population suffisante, pas d'apport de population nécessaire pour compenser le déclin démographique. S'ajoute à cela que le territoire est pauvre, autre facteur négatif endémique.

### XIXeetXXesiècles
On commença à construire des hôtels complexes, résidences et on blanchit les maisons à la chaux. À la fin des années soixante Mojácar reçu le prix d'embellissement et amélioration des villages d'Espagne. Aujourd'hui, le village de Mojácar reste fidèle à son architecture, à la couleur de ses maisons, à l'environnement et à ses espaces protégés, à ses plages et petits coins.